# Higsino
Higsino (ozanaka {\displaystyle {\tilde {H}}\,}) je superpartner Higgsovega bozona. Predvideva ga supersimetrija. Higsino je sestavni del  Minimalnega supersimetričnega standardnega modela. Zaradi elektrošibkega zloma simetrije postane higsino par nevtralnih Majoranovih fermionov (nevtralinov) in nabitih Diracovih fermionov (čarginov). 
Higsino je Diracov fermion. Spada med kandidate za temno snov (mora pa biti nevtralen, torej nevtralino in ne čargino)